# Léonie Lescuyer
Pour les articles homonymes, voir Léonie.
Léonie Lescuyer (Paris, 1829 - Turin, février 1899) est une peintre française.

## Biographie
Élève de Hippolyte Lazerges et de Pierre Joseph Alexandre Mourlan, elle est l'épouse de Andrea Gastaldi. Elle participe aux Salons à partir de 1849.
Peintre animalière et miniaturiste, on lui doit aussi quelques natures mortes et des portraits.

## Œuvres
- Portrait d'officier
- Portrait d'orientaliste
- Un colpo di frusta
- Le Maquignon
- Nadidja et sa pouliche Gazelle par Gladiator
- Chevaux de halage
- Deux chevaux percherons et un phaéton
- Chevaux à l'écurie
- Fleurs d'automne
- Portrait de M. Victor Huguenin, statuaire
- Couple de cavaliers au galop